# Le Conte des contes (film)
Pour les articles homonymes, voir Le Conte des contes et Tale of Tales.
Pour plus de détails, voir Fiche technique et Distribution.
Le Conte des contes (en russe : Сказка сказок,  Skazka skazok) est un film d'animation soviétique réalisé par Youri Norstein, sorti en 1979.

## Inspiration
Le Conte des contes est largement inspiré par une berceuse traditionnelle russe, Баю баюшки баю, imagée tout au long du film par le petit loup gris.
Баю баюшки баю
Баю-баюшки-баю,
Не ложися на краю.
Придёт серенький волчок,
Он ухватит за бочок
И утащит во лесок
Под ракитовый кусток.
Do do l'enfant do
Do do l'enfant do,
Ne te couche pas au bord du lit.
Ou le petit loup gris viendra,
Il t'emportera par le flanc,
Et te posera dans la forêt
Sous une racine de saule.

## Prix et récompenses
- Sacré Meilleur film d'animation de tous les temps aux Olympiades de l'animation à Los Angeles en 1984[1]
- Prix du Jury à Lille en 1980
- Premier Prix à Ottawa en 1980
- Vainqueur du Grand Prix Zagreb en Yougoslavie en 1980

## Les musiques
- Prélude en mi bémol mineur, BWV 853, de J.S. Bach
- To Ostatnia Niedziela de Jerzy Petersburski
- Concerto pour piano et orchestre n°4 - II Andante, de W. A. Mozart